# Flims
Flims (en romanche Flem) es una comuna suiza del cantón de los Grisones, situada en la región de Imboden. Limita al norte con las comunas de Glaris Sur (GL) y Pfäfers (SG), al este con Trin, al sur con Versam y Valendas, y al oeste con Sagogn y Laax.